# Bodies Without Organs
Bodies Without Organs o BWO és un grup dance suec format el 2004 per Alexander Bard, Marina Schiptjenko i Martin Rolinski com a vocalista.

## Discografia

### Àlbums
| Any  | Àlbum                          | Pos. Suècia | Vendes/Certificació                          |
| ---- | ------------------------------ | ----------- | -------------------------------------------- |
| 2005 | Prototype 1r àlbum d'estudi    | 2           | Vendes Suècia: 60.000 Cert. Platí (23/12/05) |
| 2006 | Halcyon Days 2n àlbum d'estudi | 1           | Vendes Suècia: 30.000 Cert. Or (27/04/06)    |
| 2007 | Halcyon Nights Àlbum de remixs | TBA         | TBA                                          |

### Senzills
- Prototype:
  - 2004 - Living In A Fantasy #44
  - 2004 - Conquering Amierca #27
  - 2005 - Sixteen Tons of Hardware #11
  - 2005 - Gone #40
  - 2005 - Open Door #28
  - 2005 - Sunshine In The Rain #12

- Halcyon Days:
  - 2006 - Temple Of Love #1
  - 2006 - We Could Be Heroes #26
  - 2006 - Will My Arms Be Strong Enough #39
  - 2006 - Chariots Of Fire #45

- Halcyon Nights: